# James Creighton

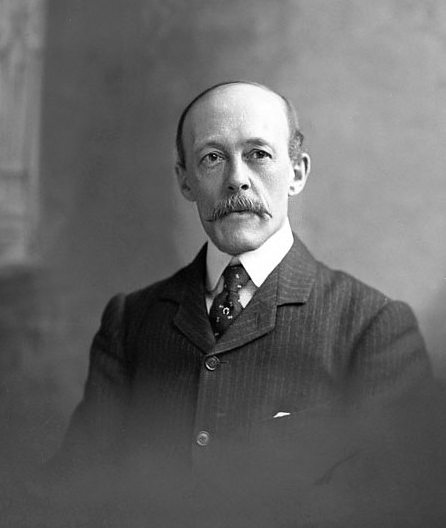
James Creighton

James George Aylwin Creighton, CMG, KC (* 12. Juni 1850 in Halifax, Nova Scotia; † 27. Juni 1930 in Ottawa, Ontario) war ein kanadischer Rechtsanwalt, Ingenieur, Journalist und Sportler. Er gilt als Organisator des ersten Eishockeyspiels in einer Halle, das 1875 im Victoria Skating Rink in Montreal stattfand. Er machte Eishockey in Montreal und später auch in Ontario populär. Aus diesem Grund gilt er als „Vater des Eishockeys“. Darüber hinaus war er 48 Jahre lang als Rechtsberater im kanadischen Senat tätig.

## Biografie
Bis zum Alter von 14 Jahren besuchte Creighton die Halifax Grammar School, anschließend absolvierte er das University of King’s College in Halifax. Nachdem er 1868 den Bachelor of Arts erworben hatte, studierte er bei Sandford Fleming. Der Chefingenieur der Intercolonial Railway stellte ihn an, damit er ihm bei Vermessungsarbeiten in Nova Scotia behilflich sei. 1872 zog Creighton nach Montreal und war als Ingenieur bei der Erweiterung des Lachine-Kanals und anderen öffentlichen Bauvorhaben beteiligt. Die britische Institution of Civil Engineers nahm ihn 1876 als Mitglied auf. Im selben Jahr begann Creighton Common Law an der McGill University zu studieren. 1880 schloss er sein Studium ab und erhielt das Patent als Rechtsanwalt in der Provinz Québec. Zwei Jahre später wurde er Partner in der Montrealer Kanzlei Barnard, Beauchamp, Creighton, and Doucet.
Von 1877 bis 1881 war Creighton auch als Journalist tätig. Er schrieb Artikel für die Montreal Gazette, das Scribner’s Magazine und verschiedene weitere Publikationen. Darüber hinaus war er auch Korrespondent der Gazette in der Pressegalerie des kanadischen Unterhauses. Aufgrund seiner juristischen Ausbildung und seiner Erfahrung mit dem Parlamentsbetrieb wurde er im März 1882 zum Rechtsberater des kanadischen Senats ernannt. Diese Position hatte er 48 Jahre lang inne. Während dieser Zeit war er maßgeblich an der Ausarbeitung wichtiger Gesetze beteiligt. Er schrieb auch weiterhin Artikel für das Scribner’s Magazine. Für seine Verdienste erhielt er den Rang eines Kronanwalts und 1913 den Titel Companion of the Order of St Michael and St George.
Creighton heiratete 1878 Eleanor Platt aus Montreal, das Paar blieb kinderlos. Er starb 1930 im Alter von 80 Jahren und wurde auf dem Beechwood-Friedhof in einem unmarkierten Grab beigesetzt. Zu den Trauergästen bei seiner Beerdigung gehörte der frühere kanadische Premierminister Robert Borden. James Creighton ist ein Cousin von Helen Creighton, einer kanadischen Musikethnologin und Volksliedsammlerin.

## Rolle bei der Entwicklung des Eishockeys
Nachdem Creighton von Halifax nach Montreal gezogen war, wirkte er gelegentlich als Eiskunstlauf-Schiedsrichter im Victoria Skating Rink, der Halle des Victoria Skating Club. Im Winter 1875 begann er informelle Treffen zu organisieren, bei denen Clubmitglieder und seine Freunde von der Universität Shinny spielten, das normalerweise im Freien mit einer variablen Anzahl Beteiligter gespielt wurde und kein festes Regelwerk hatte. Am 3. März 1875 fand hier auf seine Initiative hin das erste Eishockeyspiel in einer Halle statt. Beteiligt waren zwei Teams mit je neun Spielern. Creighton war Kapitän der siegreichen Mannschaft, die mit 2:1 gegen das Team von Charles Torrance gewann. Emanuel M. Orlick, Sportdirektor der McGill University, schrieb 1943 in der Gazette, dass „es diese Vorführung war, die stadtweit Interesse weckte, zur Bildung weiterer Eishockeymannschaften sowie zur raschen Entwicklung des Spiels führte“. Creighton war später auch Kapitän des ersten bekannten organisierten Eishockeyvereins, des McGill University Clubs.
Shinny, das gemäß der Meinung einiger Historiker vom schottischen Spiel Shinty abgeleitet war, hatte Creighton in seiner Jugendzeit in Halifax kennengelernt. Eishockey hat seine Wurzeln aber auch im Lacrosse, das von den nordamerikanischen Ureinwohnern stammt, im englischen Feldhockey, im irischen Hurling und im nordeuropäischen Bandy. Creighton ist möglicherweise diejenige Person, die am 2. Februar 1877 in der Gazette die ersten Eishockey-Regeln publizierte (auch wenn sie nur geringfügig von früher publizierten Feldhockey-Regeln abwichen).
Als Creighton in Ottawa lebte und arbeitete, hielt er sein Interesse an Eishockey aufrecht. Mit jungen Parlamentsabgeordneten und Regierungsmitarbeitern gründete er 1884 ein Team namens Rideau Hall Rebels, benannt nach der Rideau Hall, der Residenz des Generalgouverneurs von Kanada. Diese Mannschaft trug zahlreiche Spiele in und um die Hauptstadt aus und erlangte große Bekanntheit. Creighton freundete sich mit William und Arthur Stanley an, den Söhnen des damaligen Generalgouverneurs Frederick Stanley. Das Team reiste gelegentlich im privaten Eisenbahnwagen des Generalgouverneurs in verschiedene Städte im Süden Ontarios und machte Eishockey auch dort in weiten Kreisen bekannt. Lord Stanley stiftete 1892 den Dominion Hockey Challenge Cup, der heute als Stanley Cup bekannt ist.

## Ehrungen
Creighton wurde 1993 in die Nova Scotia Sport Hall of Fame aufgenommen und gilt als „Vater des Eishockeys“, auch wenn er selbst nie diese Ehre für sich in Anspruch nahm. Eine weitere Würdigung Creightons erfolgte am 22. Mai 2008: Beim Centre Bell, dem Heimstadion der Canadiens de Montréal in der Nähe des einstigen Standorts des Victoria Skating Rink, enthüllte der kanadische Premierminister Stephen Harper eine Gedenkplakette. Mit dieser Plakette erinnert die kanadische Regierung an seine Ernennung zu einer „Person von nationaler historischer Bedeutung“. für sein Wirken zur Schaffung eines organisierten Eishockeysports in Kanada. 
Die Society for International Hockey Research führte 2008/09 eine öffentliche Kampagne durch, um an Creightons Grabstelle ein Denkmal zu errichten. Namhafte Spender waren unter anderem die Besatzung des Kriegsschiffes HMCS Vancouver sowie Eugene Melnyk und Harley Hotchkiss, die Besitzer der Ottawa Senators bzw. der Calgary Flames. Im Beisein von Premierminister Harper wurden am 24. Oktober 2009 in einer Zeremonie auf dem Beechwood-Friedhof ein Grabstein und eine weitere Gedenkplakette enthüllt.